# ان‌جی‌سی ۴۴۴۹
ان‌جی‌سی ۴۴۴۹ یک کهکشان نامنظم است که در صورت فلکی تازی‌ها قرار دارد. 
این کهکشان که در فاصله ۱۲ میلیون سال نوری زمین قرار دارد یک نوع کهکشان ستاره‌فشان نیز محسوب می‌شود.